# Pośrednia Mięguszowiecka Ławka

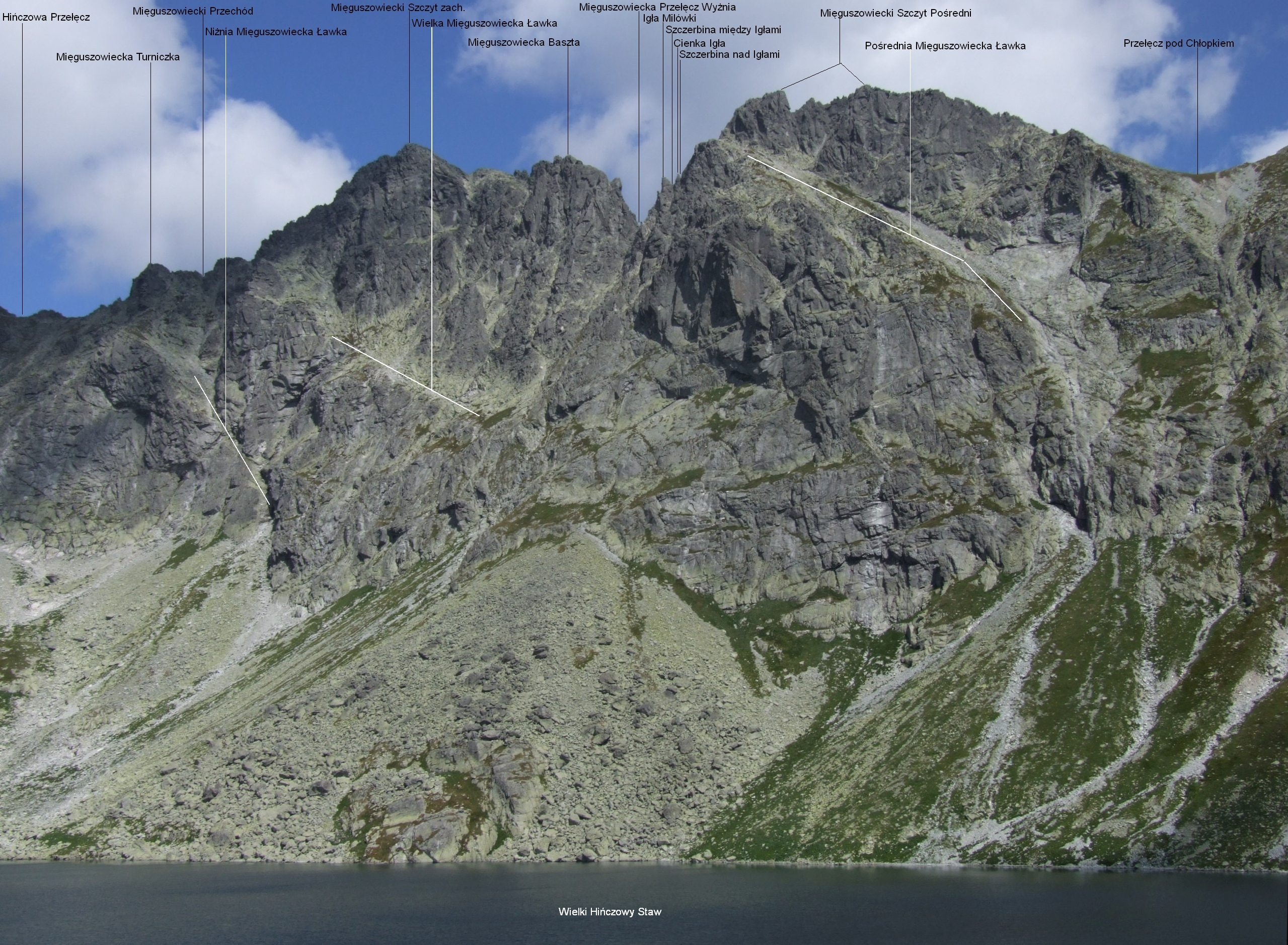
Widok z Doliny Hińczowej

Pośrednia Mięguszowiecka Ławka – długi zachód skośnie przecinający południowo-zachodnią ścianę Mięguszowieckiego Szczytu Pośredniego (2389 m) w słowackich Tatrach Wysokich. Dzieli tę ścianę na dwie części; górną i dolną. Od strony prawej (patrząc od dołu) ograniczony jest depresją opadająca z Przełęczy pod Chłopkiem, z lewej strony podchodzi na zachodnią grań Mięguszowieckiego Szczytu Pośredniego, kilkanaście metrów poniżej jego zachodniego wierzchołka.
Pośrednia Mięguszowiecka Ławka zaczyna się na piargach nad północno-wschodnim brzegiem Wielkiego Hińczowego Stawu w słowackiej Dolinie Hińczowej. Początkowo ma postać szerokiego, stromego i trawiasto płytowego żlebu, od prawej strony ograniczonego skalistym żebrem, które oddziela go od depresji opadającej z Przełęczy pod Chłopkiem. Znajduje się w nim siodełko, przez które prowadzi Droga po Głazach. Następnie Pośrednia Mięguszowiecka Ławka w postaci zachodu biegnie w górę Mięguszowieckiego Szczytu Pośredniego. Władysław Cywiński pisał: 1000 m podejścia i 50 m wspinaczki. Poniżej ławki i na lewo od przedłużającego ją żlebu jest “prawdziwa” ściana. Lite płyty sięgają do jej najniższego punktu.
Autorem nazwy jest Władysław Cywiński. Na południowych ścianach Mięguszowieckich Szczytów są jeszcze trzy równoległe zachody: Niżnia Mięguszowiecka Ławka, Wielka Mięguszowiecka Ławka i zachód z Przełęczy pod Chłopkiem w ścianie Mięguszowieckiego Szczytu Czarnego.
Pośrednią Mięguszowiecką Ławką i żlebem będącym jej dolnym przedłużeniem prowadzi droga wspinaczkowa (I w skali tatrzańskiej, czas przejścia od piargów na Mięguszowiecki Szczyt Pośredni 1 godz.), oraz odcinki innych dróg wspinaczkowych.